# Berohol
Berohol is een bestuurslaag in het regentschap Tebing Tinggi van de provincie Noord-Sumatra, Indonesië. Berohol telt 5827 inwoners (volkstelling 2010).